# Zyklonsaison im Südwestindik 2009–2010
Die Zyklonsaison im Südwestindik 2009–2010  begann offiziell am 15. November 2009 und endete am 30. April 2010, mit Ausnahme von Mauritius und den Seychellen, wo sie erst am 15. Mai 2010 endete. Diese Daten begrenzen konventionell die Zeit des meteorologischen Jahres der Südhalbkugel, in denen sich im südwestlichen Indik die meisten tropischen Wirbelstürme bilden. Die tropischen Wirbelstürme werden in diesem Becken durch das Regional Specialized Meteorological Centre (RSMC) in La Réunion, Frankreich überwacht. Das Verantwortungsgebiet von Météo-France umfasst den Indischen Ozean südlich des Äquators und westlich von 90° östlicher Länge. Tropische Wirbelstürme in diesem Becken werden Zyklone genannt. Das Joint Typhoon Warning Center (JTWC) in Honolulu beobachtet ebenfalls das Wettergeschehen in diesem Becken; es gibt Sturmwarnungen aus, die sich primär an Einrichtungen der Streitkräfte der Vereinigten Staaten im Indischen Ozean richten.
Der meteorologische Dienst von Mauritius hat vorhergesagt, dass im südwestlichen Indik zwischen neun und elf benannte Stürme auftreten können.

## Stürme

### Tropische Störung 01
In der Frühe des 17. August meldete das JTWC, dass sich etwa 1200 km östlich von Diego Garcia ein tropisches Tiefdrucksystem gebildet hat. Innerhalb des Konvektionsgebietes hatte sich ein bodennahes Zirkulationszentrum gebildet, allerdings hatte die Konvektion noch nicht begonnen, sich um dieses Zentrum zu konsolidieren und war von starker vertikaler Windscherung umgeben. Die Störung entwickelte sich stetig weiter, nachdem die Umgebungsbedingungen günstiger wurden und am nächsten Tag klassifizierte das RSMC in La Reunion das System als Tropische Störung 01. Das System blieb jedoch schwach und das Zirkulationszentrum konnte nicht ausreichend Konvektion an sich binden, sodass das RSMC im Tagesverlauf die letzte Warnung ausgab und das System zu einer Zone gestörten Wetters abstufte. Während der folgenden Tage wurde das System schwächer und zerfiel am 20. August vollständig.

### Zone von gestörtem Wetter 02
Während des 17. Septembers meldeten das TCWC Djakarta, Indonesien und das JTWC, dass sich rund 740 km südöstlich von Sumatra ein Konvektionsgebiet gebildet hatte. Satellitenaufnahmen zeigten, dass sich die Konvektion langsam um ein gut definiertes bodennahes Zirkulationszentrum vor der Westküste konsolidierte. Da die vertikale Windscherung Geschwindigkeiten von mehr als 40 Knoten erreichte, wurde keine weitere Entwicklung dieses Systems erwartet. Das TCWC in Perth, Westaustralien klassifizierte das System in der Frühe des nächsten Tages dennoch als tropisches Tief. Das JTWC konstatierte einen Tag später, am 19. September, dass sich die Störung aufgelöst hatte, als sie den 90. östlichen Längengrad westwärts in den Verantwortungsbereich des RSMCs La Reunion überquert hatte. Das TCWC Perth beobachtete das tropische Tief noch bis in die Morgenstunden des 20. Septembers, als das RSMC La Reunion das System als zweite Zone gestörten Wetters der Saison im südwestlichen Indik klassifizierte, nachdem sich ausreichend Konvektion gebildet hatte und die vertikale Windscherungen zurückgegangen war. Météo-France stellte im Tagesverlauf die Warnungen ein, weil sich die Konvektion in der nördlichen Quadranten aufgelöst hatte.

### Tropische Störung 03
In der Frühe des 7. November gab das JTWC einen Tropical Cyclone Formation Alert zu einem System nördlich von Diego Garcia aus. Im Tagesverlauf stufte das RSMC La Reunion das System als tropische Störung ein. Trotz der Prognosen einer Intensivierung zur Depression konnte sich das System nicht weiter organisieren, weil es von Windscherung beeinflusst war und am 9. November wurden die Warnungen nicht fortgeführt.

### Tropischer Zyklon Anja
Das RSMC La Reunion begann am 14. November mit der Ausgabe von Warnungen zur Tropischen Störung 04 und stufte das System im Tagesverlauf zu einer tropischen Depression auf. Als sich das System gebildet hatte, befand es sich rund 620 km südlich von Diego Garcia. Das System unterging einer rapiden Intensivierung und erhielt den Namen Anja. Am 15. November intensivierte sich Anja von einem schweren tropischen Sturm zu einem tropischen Zyklon nach der Skala von Météo-France und zu einem Kategorie-3-Zyklon nach der Saffir-Simpson-Hurrikan-Windskala, blieb jedoch fern von Land. Das System zeigte Charakteristika eines anular hurricane und war ziemlich klein; der Durchmesser betrug 60 Seemeilen und der Sturm hatte nur ein Nadellochauge. Der Sturm erreichte in dieser Stärke seinen Höhepunkt und behielt diese bis zum 17. November bei, Dann schwächte sich Anja rapide zu einem tropischen Sturm ab. Die letzten Warnungen zu dem System wurden am 18. November ausgegeben, als sich Anja zu einer Depression abschwächte und außertropisch wurde.

### Mäßiger Tropischer Sturm Bongani
Am 22. November begann das RSMC La Reunion mit der Ausgabe von Warnungen zur Tropischen Störung 05, die sich zu diesem Zeitpunkt rund 800 km nordöstlich von Madagaskar befand. Am nächsten Tag intensivierte sich die Störung zu einem mäßigen tropischen Sturm und erhielt den Namen Bongani. Im Verlauf des 23. und 24. November blieb das System klein und unterlag dem Zwang einer südwestlichen Strömung. Die CIMSS-Daten ergaben, dass trockene Luftmassen südwestlich des Systems die Zirkulation störten und die Intensivierung des Systems behinderten. Am Morgen des 24. November schwächte sich Bongani rapide zu einer tropischen Störung ab.
Die Reste von Bongani brachten unbeständiges Wetter nach Mayotte. Mäßige Regenfälle gingen in der Region am 26. und 27. November nieder; die mit Bongani verbundenen Wellen erreichten an den Küsten der Region eine durchschnittliche Höhe von drei Metern und maximal sechs Meter. Auf den Komoren war der Wellengang ähnlich, wobei die höchsten Wellen eine Höhe von fünf Metern erreichten.

### Intensiver Tropischer Zyklon Cleo
Am 6. Dezember bildete sich im zentralen Indik die Tropische Störung 06. Es wurde angenommen, dass sich das System langsam entwickeln würde, am darauf folgenden Tag hatte sich die Störung jedoch bereits zum Tropischen Sturm Cleo entwickelt; das JTWC wies dem System die Bezeichnung 03S zu. Cleo intensivierte sich weiter und wurde am 8. Dezember zum ersten intensiven tropischen Zyklon der Saison. Am 10. Dezember begann die stetige Abschwächung des Zyklons und die letzten Warnungen wurden am 12. Dezember ausgegeben, als sich das System rund 595 km nördlich von Rodrigues befand. Einige Stunden später wurde Cleo zu einer tropischen Depression abgestuft, am 14. Dezember löste sich das System auf.

### Mäßiger Tropischer Sturm David
Am 12. Dezember bildete sich im südlichen Indik in der Nähe der Grenze zum australischen Sektor eine Zone mit gestörtem Wetter. Am nächsten Tag klassifizierte das RSMC das System als tropische Störung, die siebte der Saison. Das JTWC führte das System als 05S. Das System gelangte über kühleres Wasser und die Windscherung nahm zu, sodass die tropischen Eigenschaften am 14. Dezember zurückgingen. Die Reste des Systems unterhielten jedoch weiterhin ein bodennahes Zirkulationszentrum, das von aufflackernder Konvektion begleitet war und in westlicher und nordwestlicher Richtung zog. Am 19. Dezember begann sich die Organisation erneut zu verbessern. Am nächsten Tag setzte sich dieser Trend fort und am 21. Dezember wurde das System vom meteorologischen Dienst von Mauritius als Mäßiger tropischer Sturm David benannt. Das System änderte dann seine Zugrichtung nach Ost-Südosten und intensivierte sich dabei zu einem schweren tropischen Sturm. Die Stärke des Sturmes schwankte in den nächsten Tagen und am 24. Dezember hat eine nur geringe Vorwärtsbewegung in Verbindung mit Windscherung dafür gesorgt, dass sich David zu einer tropischen Störung abgeschwächt hatte. Das RSMC gab am 25. Dezember die letzte Warnung zu David aus. Die Reste des Systems produzierten in den folgenden Tagen allerdings weiterhin Ausbrüche von Konvektion, wobei das System abermals seine Richtung änderte und nach Westen zog.
Das Resttief verursachte am 26. Dezember auf den Inseln Mauritius und Réunion schwere Niederschläge. Der größte Teil von Mauritius meldete Regenmengen von mehr als 100 mm innerhalb von 24 Stunden, wobei der höchste Wert mit 146,2 mm in Mon Loisir Rouillard gemessen wurde. Auf der Insel traten verbreitet Sturzfluten auf, sodass in zwanzig Fällen die Feuerwehr zu Rettungsmaßnahmen ausrücken musste.

### Sehr Intensiver Tropischer Zyklon Edzani
Das tropische Tief 03U aus der australischen Region überquerte am 4. Januar den 90. Längengrad Ost westwärts und wurde vom RSMC La Réunion als Tropische Störung 08 reklassifiziert. Zunächst unterhielt das System zwei bodennahe Zirkulationszentren, die sich jedoch am 5. Januar konsolidierten, sodass das System zu einem tropischen Tiefdruckgebiet aufgestuft wurde. Am 6. Januar um 3:00 Uhr UTC begann das JTWC mit der Ausgabe von Sturmwarnungen unter der Bezeichnung 07S und wenig später stufte auch das RSMC das System zum Mäßigen tropischen Sturm Edzani hoch. Früh am 7. Januar erklärte das RSMC Edzani zum schweren tropischen Sturm, der sich im Tagesverlauf rapide zu einem intensiven tropischen Zyklon intensivierte. Am nächsten Tag erreichte der Sturm die Stärke eines sehr intensiven tropischen Zyklons – nach den Kriterien des JTWCs erreichte Edzani die Kategorie 5 der Saffir-Simpson-Hurrikan-Windskala, als erster Sturm seit Juliet im April 2005. Am 9. Januar schwächte sich Edzani aufgrund abnehmender Temperatur der Wasseroberfläche zu einem intensiven tropischen Zyklon ab. Dieser Trend setzte sich auch am nächsten Tag fort, weil im Verlauf der Zugbahn die Wassertemperatur weiter abnahm. Im Verlaufe der folgenden Tage schwächte sich Edzani zu einem mäßigen tropischen Sturm ab. Er wurde vom RSMC am 12. Januar als außertropisch klassifiziert; das JTWC setzte die Einstufung als tropisch noch bis zum 14. Januar fort. Das System blieb fernab von Land und richtete deswegen keine Schäden an.

### Tropische Störung 09
Eine Wetterstörung wurde zunächst um den 8. Januar in der Straße von Mosambik beobachtet. Sie überquerte den Norden Madagaskars und gelangte in den Indischen Ozean, wo sich phasenweise Konvektion bildete. Am 15. Januar verbesserte sich die Organisation des bodennahen Zirkulationszentrums und das RSMC klassifizierte das System als Tropische Störung, etwa 245 Seemeilen westsüdwestlich von La Réunion. Eine weitere Intensivierung blieb jedoch aus, sodass das RSMC La Reunion am nächsten Tag die Warnungen einstellte, weil das System schlecht organisiert war.

### Subtropischer Sturm 10
Am 26. Januar stellte das RSMC La Réunion fest, dass sich etwa 350 Seemeilen nordnordöstlich von Mauritius eine Zone gestörten Wetters gebildet hatte. Diese organisierte sich am nächsten Tag zu einer tropischen Störung und das JTWC erklärte das System aufgrund der andauernden einminütigen Windgeschwindigkeiten zum tropischen Zyklon und vergab die Bezeichnung 11S. Météo-France stellte am 29. Februar fest, dass das System hybride Eigenschaften zeigte und klassifizierte das System als subtropisches Tiefdruckgebiet, obwohl die andauernden zehnminütigen Windgeschwindigkeiten Sturmstärke erreichten.

### Mäßiger Tropischer Sturm Fami
Am 1. Februar begann das RSMC La Reunion mit der Ausgabe von Warnungen zur Tropischen Störung 11 in der in Straße von Mosambik. Am 2. Februar intensivierte sich das System zu einem mäßigen tropischen Sturm und erhielt den Namen Fami. Kurz darauf gelangte der Sturm über den Westen Madagaskars und schwächte sich sehr rasch ab. Fami löste sich noch am selben Tag auf.

### Intensiver Tropischer Zyklon Gelane
Das RSMC gab am 15. Februar bekannt, das sich etwa 650 Seemeilen nordnordöstlich von La Réunion eine tropische Störung gebildet hat. Einige Stunden später wurde das System zu einem mäßigen tropischen Sturm hochgestuft und erhielt den Namen Gelane. Dieser erreichte am 17. Februar kurz die Stärke eines tropischen Zyklons, schwächte sich jedoch rasch zu einem schweren tropischen Sturm ab. Am 18. Februar gewann Gelane erneut an Kraft und wurde schließlich zu einem intensiven tropischen Zyklon. Der Zyklon blieb ein kleines System und büßte seine Intensität rasch ein, als die Auswirkungen durch Windscherung zunahmen, sodass sich Gelane am 21. Februar auflöste.

### Schwerer Tropischer Sturm Hubert
Am 9. März bildete sich zwischen Madagaskar und Le Réunion eine tropische Störung, die sich einen Tag später zu einem tropischen Sturm entwickelte und durch den meteorologischen Dienst Madagaskars den Namen Hubert zugeteilt erhielt. Hubert intensivierte sich bei der Annäherung an die Küste Madagaskars zu einem schweren tropischen Sturm. Der Landfall fand nördlich von Mananjary statt. Mindestens vierzehn Personen wurden durch die Auswirkungen des Sturmes getötet, fast 38.000 Bewohner der Insel wurden durch vom Sturm ausgelöste Überschwemmungen obdachlos.

### Tropischer Zyklon Imani
Am 22. März bildete sich weit im Osten des Verantwortungsbereiches des RSMCs Le Réunion nahe dem 90. östlichen Längengrade die Tropische Störung 14. Im Gegensatz zu einer vorherigen Störung, die sich in dieser Zone gebildet hat, wurde nicht erwartet, dass dieses System ostwärts in die australische Region driftet. Im Tagesverlauf intensivierte sich das System zu einem tropischen Depression. Nach der Intensivierung zu einem mäßigen tropischen Sturm erhielt das System am 24. März den Namen Imami. Imami folgte während seiner Existenz einer südlichen bis südwestlichen Strömung und intensivierte sich am 25. März zu tropischen Zyklon. Am 26. März setzte die Auflösung ein, und um 12:00 Uhr UTC gab das RSMC die letzte Warnung zu dem System aus.

### Tropische Depression 15 (Robyn)
Das Resttief von Zyklon Robyn gelangt am 7. April in den Verantwortungsbereich des RSMC La Réunion, war aber bereits in der Auflösung, sodass Météo-France nur eine einzige Warnung zu dem System ausgab.

### Subtropischer Sturm Joel
Ein Konvektionsgebiet bildete sich vor der Küste von Mosambik. Es zog in südöstlicher Richtung und wurde am 26. Mai um 06:00 UC von Météo-France als Subtropische Depression 16 klassifiziert. Das kleine System intensivierte sich rapide und erhielt sechs Stunden später, zwar immer noch als subtropische Depression klassifiziert, den Namen Joel. Joel hatte zu diesem Zeitpunkt einen zentralen Luftdruck von 990 hPa und maximale Windgeschwindigkeiten von 55 Knoten.

## Sturmnamen
Tropische Wirbelstürme erhalten in diesem Becken einen Namen, sofern sie mindestens die Stärke eines mäßigen tropischen Sturmes erreichen. Wenn ein System diese Stärke westlich von 55° östlicher Länge erreicht, wird der Name durch das Sub-Regional Tropical Cyclone Advisory Centre in Madagaskar zugewiesen; erreicht der Sturm diese Stärke zwischen 55° und 90° östlicher Länge ist das Regional Tropical Cyclone Advisory Centre in Mauritius für die Namensvergabe zuständig. Neue Namenslisten werden jedes Jahr herausgegeben, weswegen von der Liste der Namen tropischer Wirbelstürme keine Namen gestrichen werden. Die Namensliste für die Zyklonsaison im Südwestindik 2009–2010 wurde durch Météo-France im August 2009 bekanntgegeben.
Die folgenden Namen wurden für benannte Stürme benutzt:
Anja, Bongani, Cleo, David, Edzani, Fami, Gelane, Hubert, Imani, Joel